# Oro coloreado

Gráfico ternario de diferentes colores de aleaciones Ag – Au – Cu

Oro coloreado es el nombre que se le ha dado al oro que ha sido tratado mediante técnicas para cambiar su color natural. El oro puro sería de un color amarillo ligeramente rojizo,  pero el oro coloreado vendría en una variedad de colores diferentes cuando se lo alea con diferentes elementos químicos.
Se pueden clasificar en tres grupos: 
- Aleaciones con plata y cobre que dan resultado de oro blanco, amarillo, verde y rojo. Normalmente se trata de aleaciones maleables.
- Compuestos intermetálicos, que producen oros azules y morados, así como otros colores. Suelen ser frágiles, pero se pueden utilizar como gemas e incrustaciones.
- Tratamientos superficiales, como capas de óxido.

El oro puro 100% es de 24 quilates por definición, por lo que todos los oros de colores son menos puros que esto cantidad, comúnmente 18K (75%), 14K (58,3%), 10K (41,6%) o 9K. (37,5%). 

## Aleaciones

### Oro blanco

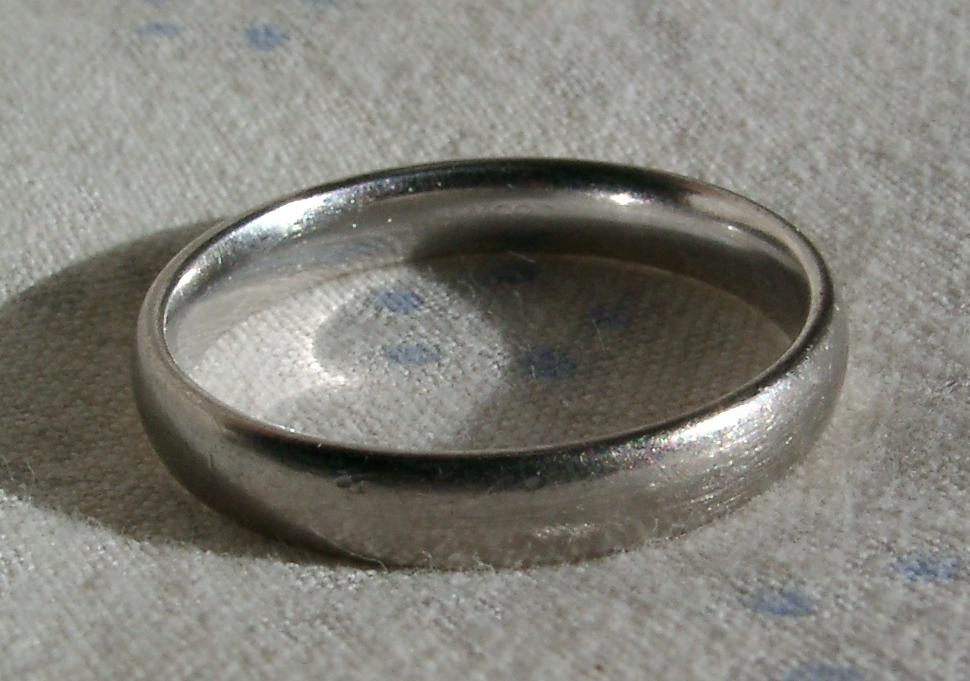
Anillo de bodas de Oro Blanco

La palabra blanco cubre una amplia gama de colores que se acercan al amarillo pálido, el marrón teñido e incluso el rosa pálido. El oro blanco es una aleación de oro y un metal blanco o más (normalmente níquel, plata, platino o paladio).  Al igual que el oro amarillo, su pureza está expresada en quilates.
Las propiedades del oro blanco varían dependiendo de los metales utilizados y sus proporciones. Una formulación común de oro blanco constaría de 90% oro y 10% níquel. El cobre puede ser añadido para aumentar la maleabilidad. Las aleaciones utilizadas en la industria joyera son de oro-paladio-plata y oro-níquel-cobre-zinc. El paladio y el níquel actuarían como los agentes blanqueadores primarios del oro; Un Agente blanqueador secundario sería el níquel, utilizado para atenuar el color del cobre.[cita requerida] Como resultado, las aleaciones de oro blanco pueden usarse con muchos propósitos. Las aleaciones de níquel serían buenas para anillos y pasadores al ser duras y resistentes. Las aleaciones de oro-paladio son suaves, flexibles y, también, buenas para engastes de piedras preciosas. Las aleaciones de oro, níquel y cobre tienen una resistencia que se debería a la formación de dos fases: una Au-Cu rica en oro y una Ni-Cu rica en níquel, y el endurecimiento resultante del material. 
Algunas aleaciones de oro blanco con níquel pueden provocar una reacción alérgica si se usa prolongadamente (también en algunas cajas de relojes de pulsera ).  Esta reacción, típicamente una erupción cutánea menor debido a dermatitis por níquel, que ocurriría en una de cada ocho personas aproximadamente; Por esta razón, son muchos los países que no utilizarían níquel en sus formaciones de oro blanco.

### Oro amarillo
Rara vez el oro es oro puro, incluso sin haber agregado otro metal para hacer una aleación de oro blanco, rosa, rojo entre otros podría contener mercurio proveniente de su producción que puede causar una reacción alérgica. 
Algunos ejemplos de aleaciones comunes para el oro amarillo de 18 quilates incluyen:
- Oro amarillo de 18 quilates: 75% oro, 12,5% cobre, 12,5% plata
- Oro amarillo (más oscuro que el anterior ejemplo) de 18 quilates: 75 % oro, 15 % cobre, 10 % plata

### Oro rosa, rojo y rosa.

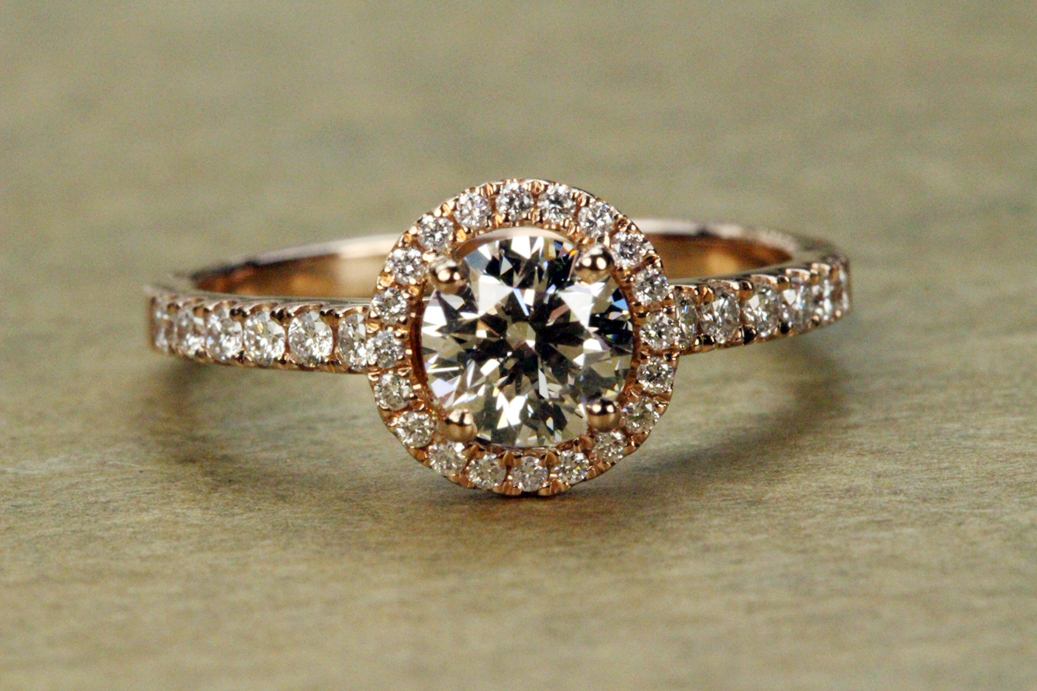
Anillo de compromiso de diamantes en oro rosa

El oro rosa vendría a ser una aleación de oro y cobre  utilizada mucho en la joyería especializada. El oro rosa, también conocido como oro rosado u oro rojo, era muy popular en Rusia a inicios del siglo XIX y se conocería también con el nombre de oro ruso.[cita requerida] Las joyas de oro rosa se estarián volviendo más populares en este siglo XXI y se usarían comúnmente para anillos de boda, pulseras y otras joyas.
Aunque los nombres se utilizan a menudo para referirse al mismo color de oro, la diferencia sería el contenido de cobre: cuanto mayor es el contenido de cobre, más rojizo se ve. El oro rosado es el que utiliza menos cobre, le sigue el oro rosa y el oro rojo tiene el mayor contenido de cobre.
Algunos ejemplos de aleaciones comunes para el oro rosa de 18 quilates, el oro rojo de 18 quilates, el oro rosado de 18 quilates y el oro rojo de 12 quilates incluirían: 
- El oro rojo de 18 quilates contendría: 75% oro y 25% cobre
- El oro rosa de 18 quilates contendría: 75 % oro, 22,25 % cobre y 2,75 % plata
- El oro rosa de 18 quilates tendría: 75% oro, 20% cobre y 5% plata
- El oro rojo de 12 quilates: 50% oro y 50% cobre

Hasta un 15% de zinc se podría añadir a las aleaciones ricas en cobre para alterar su color hacia un amarillo rojizo o un amarillo oscuro.  El oro rojo de 14 quilates, que se encontraría muy a menudo en el Oriente Medio, tiene un 41,67% de cobre.
Una versión de este oro con el mayor número de quilates, que es conocida como "oro corona", tendría un total de 22 quilates. Entre las aleaciones de oro-plata-cobre, la más dura vendría a ser el oro rosa de 18,1 quilates (75,7% de oro y 24,3% de cobre). Una aleación compuesta solo de oro y plata es la más dura con 15,5 quilates (64,5 % de oro y 35,5 % de plata).

### Spangold
Algunas aleaciones de oro, cobre y aluminio tienden a formar una textura superficial fina durante el tratamiento térmico, esto es lo que produce un interesante efecto de lentejuelas. Al enfriarse, sufren una transformación cuasi-martensítica de una fase cúbica centrada en el cuerpo a una fase tetragonal centrada en el cuerpo; la transformación no dependerá de cuál es la velocidad de enfriamiento.
La aleación de 5%de aluminio, 19% de cobre y 76% de oro produciría un color amarillo; la aleación de 6% aluminio, 18% cobre y 76% oro es rosada. 

### Oro Verde
Ya era conocido el oro verde por los antiguos persas en el año 860 a. C. con el nombre de electrum, una aleación natural de plata y oro.  Sin embargo, fue utilizado incluso miles de años antes, tanto por los acadios como por los antiguos egipcios. Se sabía incluso que las cimas de algunas pirámides estaban cubiertas por finas capas de electrum. En realidad, en lugar de verde aparece como amarillo verdoso. Los esmaltes cocidos se adhieren mejor a estas aleaciones que al oro puro.
El cadmio podría ser añadido a aleaciones de oro para crear un color verde, pero habría problemas de salud con respecto a su uso, ya que el cadmio es altamente tóxico.  La aleación de 4% de cadmio, 6% de cobre, 15% de plata, y 75% de oro produciría una aleación de oro de un color verde oscuro.

### Oro gris
Suelen estar hechas de oro y paladio algunas aleaciones de oro gris. Una alternativa barata que no utiliza paladio se elabora añadiendo plata, manganeso y cobre al oro en proporciones específicas. 

## Intermetálico
Tienen la estructura cristalina de fluorita ( CaF 2) todos los intermetálicos AuX2 y, por tanto, son frágiles. La pérdida de color es provocada por la desviación de la estequiometría. Más, se utilizan composiciones ligeramente no estequiométricas para lograr una microestructura de dos o tres fases de grano fino con fragilidad reducida. Otra forma de reducir la fragilidad es añadir una pequeña cantidad de paladio, cobre o plata.
Los compuestos intermetálicos tienden a tener poca resistencia a la corrosión. Los elementos menos nobles se lixivian al medio ambiente y se forma una capa superficial rica en oro. Es preciso evitar el contacto directo de los elementos de oro azul y violeta con la piel, ya que la exposición al sudor puede provocar lixiviación del metal y decoloración de la superficie del metal.

### Oro morado

Diagrama de fases oro-aluminio

El oro morado (también llamado oro amatista y oro violeta) es una aleación de oro y aluminio rica en oro-aluminio intermetálico (AuAl 2 ). El contenido de oro en AuAl 2 es de alrededor del 79% y, por lo tanto, se puede denominar oro de 18 quilates. El oro púrpura es más frágil que otras aleaciones de oro (llamada "plaga púrpura" cuando se forma y causa graves fallas en la electrónica), ya que es un compuesto intermetálico en lugar de una aleación maleable, y un golpe fuerte puede causar que se rompa. Por lo tanto, normalmente se mecaniza y faceta para utilizarla como "gema" en joyería convencional y no sola. Con un menor contenido de oro, el material se compone de una fase de solución intermetálica y una solución sólida rica en aluminio. Con un mayor contenido de oro, se forma el AuAl intermetálico más rico en oro; el color púrpura se conserva en aproximadamente el 15% del aluminio. El 88% de oro es un material compuesto de AuAl y cambia de color. La composición real de AuAl 2 está más cerca de Al 11 Au 6 ya que la subred no está completamente ocupada.

### Oro azul
El oro azul es una aleación de oro con galio o con indio. El oro-indio contiene 46% de oro (aproximadamente 11 quilates) y 54% de indio,  formando un compuesto intermetálico AuIn 2 . Si bien varias fuentes señalan que este intermetálico tiene "un color azul claro",  de hecho el efecto es leve: AuIn 2 tiene coordenadas de color CIE LAB de 79, −3.7, −4.2  que aparece aproximadamente como un color grisáceo. Con el galio, el oro forma un AuGa 2 intermetálico (58,5% Au, 14 quilates) que tiene un tono azulado más claro. El punto de fusión del AuIn 2 es 541 °C, para AuGa 2 es 492 °C. AuIn 2 es menos frágil que AuGa 2, que a su vez es menos frágil que AuAl 2.
Se puede lograr un revestimiento superficial de oro azul sobre oro de quilates o plata esterlina mediante un revestimiento de oro de la superficie, seguido de un revestimiento de indio, con un espesor de capa que coincida con la proporción atómica de 1:2. Luego, un tratamiento térmico provoca la interdifusión de los metales y la formación del compuesto intermetálico requerido.
El oro negro es un tipo de oro utilizado en joyería.   El oro de color negro se puede producir mediante varios métodos:
- Patinado mediante la aplicación de compuestos que contienen azufre y oxígeno .
- Proceso de deposición química de vapor asistido por plasma que involucra carbono amorfo
- Oxidación controlada de oro que contiene cromo o cobalto (por ejemplo, 75% de oro, 25% de cobalto [3]).

Las aleaciones que contienen cobalto, por ejemplo, 75% de oro con 25% de cobalto, forman una capa de óxido negro con tratamiento térmico a 700–950 °C. También se pueden utilizar cobre, hierro y titanio para lograr este efecto. La aleación de oro, cobalto y cromo (75% oro, 15% cobalto, 10% cromo) produce un óxido superficial teñido de oliva debido al contenido de óxido de cromo (III), es aproximadamente cinco veces más delgado que el Au-Co y tiene significativamente mejor resistencia al desgaste. La aleación de oro y cobalto consta de fases ricas en oro (aproximadamente 94% Au) y ricas en cobalto (aproximadamente 90% Co); los granos de la fase rica en cobalto son capaces de formar una capa de óxido en su superficie.
Más recientemente, el oro negro se puede formar creando nanoestructuras en la superficie. Un pulso de láser de femtosegundo deforma la superficie del metal, creando un área de superficie inmensamente mayor que absorbe prácticamente toda la luz que incide sobre él, volviéndolo así de un color negro intenso,  pero este método se utiliza en aplicaciones de alta tecnología más que por la apariencia. en joyería. La oscuridad se debe a la excitación de plasmones superficiales localizados, lo que crea una fuerte absorción en un amplio rango de resonancia de plasmones. La amplitud de la resonancia del plasmón y el rango de longitud de onda de absorción dependen de la interacción entre diferentes nanopartículas de oro. 
También se pueden utilizar capas de óxido para obtener oro azul a partir de una aleación de 75% de oro, 24,4% de hierro y 0,6% de níquel; la capa se forma por tratamiento térmico en aire entre 450 y 600 °C. 
También se puede obtener un oro rico de color azul zafiro de 20 a 23 quilates aleando con rutenio, rodio y otros tres elementos y tratándolo térmicamente a 1800. °C, para formar la capa de óxido superficial coloreada de 3 a 6 micrómetros de espesor. 